# واحد درصد
واحد درصد واحدی است برای تفاوت حسابی بین دو میزان درصد است. به‌عنوان مثال، افزایش از ۴۰ درصد به ۴۴ درصد یک افزایش ۴ «واحد» درصدی است (نه ۴ درصدی). در متن نوشته شده، واحد درصد معمولاً یا به همین شکل نوشته می‌شود، یا به‌صورت اختصاری p.p. ،pp یا %pt نوشته می‌شود. برخی از نویسندگان هم تنها به استفاده از واحد اکتفا می‌کنند.

## تفاوت درصد و واحد درصد
مثال فرضی زیر را در نظر بگیرید:
در سال ۱۹۸۰، ۵۰ درصد جمعیت سیگار می‌کشیدند و در سال ۱۹۹۰ تنها ۴۰ درصد از جمعیت سیگار می‌کشیدند؛ بنابراین می‌توان گفت که از سال ۱۹۸۰ تا ۱۹۹۰، شیوع استعمال دخانیات ۱۰ واحد درصد کاهش یافته است.
تفاوت‌های واحد درصدی یکی از راه‌های بیان خطر یا احتمال است. دارویی را در نظر بگیرید که در ۷۰ درصد موارد یک بیماری خاص را درمان می‌کند، در‌حالی که بدون دارو، بیماری تنها در ۵۰ درصد موارد خود‌به‌خود بهبود می‌یابد. این دارو، خطر مطلق را تا ۲۰ واحد درصد کاهش می‌دهد. این مثال در آمار وارون ضربی، به عدد مورد نیاز برای درمان (NNT) اشاره دارد.

## واحدهای مرتبط
- درصد (%) ۱ قسمت در ۱۰۰
- در هزار (‰) ۱ قسمت در ۱۰۰۰
- پرمیریاد (‱) ۱ قسمت در ۱۰۰۰۰
  - اختلاف نقطه پایه (bp) 1 قسمت در ۱۰۰۰۰
- درصد میل (pcm) 1 قسمت در ۱۰۰۰۰۰
- بخش در یکای سنجش قسمت در میلیون (ppm) و غیره